# Vulcănești
Vulcănești (1944–1989 kyrillisch Вулкэнешть, russisch Вулканешты/ Wulkaneschty; gagausisch Valkaneş) ist eine Stadt in der autonomen Region Gagausien in der Republik Moldau. Die Einwohnerzahl beträgt nach Angaben der örtlichen Verwaltung rund 18.000, etwa zwei Drittel davon gehören der turksprachigen Volksgruppe der Gagausen an.
Vulcănești ist die drittgrößte Stadt Gagausiens und die wichtigste Siedlung im südlichen Teil der Region. Es besitzt daher eine Bedeutung als regionales Wirtschafts- und Kulturzentrum. Die Stadt liegt nur wenige Kilometer von der Grenze zur Ukraine entfernt.

## Einwohnerzahlen
| Volkszählung | Einwohnerzahl |
| ------------ | ------------- |
| 1989         | 18.200        |
| 2004         | 14.775        |

## Persönlichkeiten
- Maria Kemenceji (* 1959)